# Eugerda reticulata
Eugerda reticulata är en kräftdjursart som först beskrevs av Gurjanova 1946.  Eugerda reticulata ingår i släktet Eugerda och familjen Desmosomatidae. Inga underarter finns listade i Catalogue of Life.